# Anuga complexa
Anuga complexa är en fjärilsart som beskrevs av Walker 1858. Anuga complexa ingår i släktet Anuga och familjen nattflyn. Inga underarter finns listade i Catalogue of Life.